# فاطمة (اسم)
فاطمة هو اسم شخصي مؤنث من أصل عربي، معناه التي تفطم، هذا الاسم شائع عند المسلمين وعند العرب خصوصاً حيث يعود أصله إلى فاطمة الزهراء إحدى أقدس النساء في الإسلام وعند الشيعة خصوصاً، أصبح هذا الاسم أيضاً مستعمل في شبه جزيرة أيبريا بعد أن تمكن العرب من حكمها، كما أصبح هذا الاسم مقدس عند الكاثوليك بعد أن أُشيع ظهور مريم العذراء في بلدة اسمها فاتيما في البرتغال في سنة 1917 لثلاث أطفال.

## الشخصيات
- فاطمة الزهراء ابنة رسول الإسلام محمد وزوجة علي بن أبي طالب.
- فاطمة بنت أسد والدة علي بن أبي طالب رابع الخلفاء الراشدين المسلمين.
- فاطمة بنت عمرو جدة رسول الإسلام محمد.
- فاطمة بنت الخطاب شقيقة عمر بن الخطاب ثاني خلفاء الراشدين المسلمين.
- فاطمة أم البنين زوجة علي بن أبي طالب الثانية بعد وفاة فاطمة الزهراء.
- فاطمة بنت موسى الكاظم ابنة إمام الثاني عشر للشيعة موسى الكاظم.
- فاطمة البلتاجي واحدة من أشهر مطربات مصر والعالم العربي والمعروفة بأم كلثوم.
- فاطمة عوام عدائة مغربية.
- فاطمة بوتو شاعرة وكاتبة باكستانية وفرد من عشيرة بوتو الشهيرة.
- فاطمة توبوز روائية تركية.
- فاطمة جناح سياسية باكستانية.
- فاطمة نسل شاه أميرة عثمانية مصرية.
- فاطمة النجار جهادية فلسطينية.
- فاطمة شاهين سياسية تركية.
- فاطمة الزهراء اوكازي لاعبة كرة طائرة جزائرية.
- كارا فاطمة بطلة قومية تركية.
- فاطمة نسومر بطلة قومية أمازيغية جزائرية.
- فاطمة الحوسني ممثلة إماراتية.
- فاطمة رشدي ممثلة مصرية.
- فاطمة زهرة العين مغنية إماراتية.
- فاطمة عبد الرحيم ممثلة بحرينية.
- فاطمة الصفي ممثلة كويتية.
- فاطمة العبد الله ممثلة كويتية.
- فاطمة الطباخ ممثلة ومذيعة كويتية.
- فاطمة الحمروش طبيبة عيون ليبية.
- فاطمة الشريف قرينة آخر ملك ملك ليبيا.
- فاطمة الربيعي ممثلة عراقية.
- فاطمة بنت راشد آل مكتوم شاعرة إماراتية.
- فاطمة تبعمرانت شاعرة أمازيغية مغربية.
- فاطمة خير ممثلة مغربية.
- فاطمة سالم ممثلة كويتية.
- سلطانة فاطمة سلطانة عثمانية.
- فاطمة عمارة ممثلة مصرية.
- فاطمة كراشي سباحة بحرينية من أصل إيراني.
- فاطمة مير ناشطة جنوب أفريقية ضد مكافحة العنصرية.
- فاطمة مرنيسي كاتبة مغربية.
- فاطمة معروفي شاعرة مغربية.
- فاطمة نبيل مذيعة مصرية.
- فاطمة يوسف ممثلة لبنانية مصرية.
- فاطمة بتاسيك ممثلة أمريكية.
- فاطمة ناعوت كاتبة مصرية.
- فاطمة بنت الحسين
- فاطمة بنت علي
- فاطمة بنت الحسن
- فاطمة بنت الحسن المثنى
- فاطمة بنت القاسم بن محمد بن أبي بكر